# Lusia
Que son los cromosomas

## Evolución demográfica
| Gráfica de evolución demográfica de Lusia entre 1861 y 2001 |
|                                                             |
| Fuente ISTAT - elaboración gráfica de Wikipedia             |